# Nakargali
Nakargali (en georgiano: ნაკარღალი) o Lakardzy (en abjasio: Лакарӡы) es una aldea que pertenece a la parcialmente reconocida República de Abjasia, dentro del distrito de Gali, aunque de iure es parte del municipio de Gali de la República Autónoma de Abjasia de Georgia.

## Geografía
Nakargali está a 4 km de Pichori y 40 km de Gali.

## Economía
La horticultura se desarrolló durante el período soviético. 